# イルデブランド・ダルカンジェロ
イルデブランド・ダルカンジェロ（Ildebrando D'Arcangelo, 1969年12月14日 - ）は、イタリアのバリトンおよびバス歌手である。

## 略歴
1969年にイタリアのペスカーラで生まれる。1985年にペスカーラのLuisa D'Annuzio音楽学校でマリア・ヴィットーリア・ロマーノの指導の下で学び始め、その後、ボローニャでパリーデ・ヴェントゥーリ（Paride Venturi）の下で学ぶ。
イタリアのトレヴィーゾで開催されたトーティ・ダルモンテ・国際コンクールで、1989年にモーツァルト『ドン・ジョヴァンニ』のマゼット、1991年にモーツァルト『コシ・ファン・トゥッテ』のドン・アルフォンソを歌って優勝する。その後、ウィーン国立歌劇場、ロンドンのロイヤル・オペラ・ハウス、パリのオペラ・バスティーユ、ニューヨークのメトロポリタン歌劇場、ミラノ・スカラ座、シカゴ・リリック・オペラ、ザルツブルク音楽祭などの世界の主要な歌劇場に相次いで出演した。
多くの主要な歌劇場で、リッカルド・ムーティ、クラウディオ・アバド、リッカルド・シャイー、ゲオルク・ショルティ、ダニエレ・ガッティ、ベルナルト・ハイティンク、チョン・ミョンフン、ヴァレリー・ゲルギエフ、ジョン・エリオット・ガーディナー、小澤征爾、クリストファー・ホグウッド、ニコラウス・アーノンクール、アントニオ・パッパーノなど、多くの指揮者と共演している。
2009年4月にヘンデルのアリア集、2011年4月にモーツァルトのアリア集のソロCDをドイツ・グラモフォンからリリースしている。
ウィーン国立歌劇場における活躍と同歌劇場への貢献が高く評価され、2014年12月に名誉ある「オーストリア宮廷歌手」の称号を授与された。
モーツァルト作曲のオペラ、ドン・ジョヴァンニのタイトルロールが当たり役で、2014年夏のザルツブルク音楽祭では大きく絶賛されDVDも発売された。2012年にドイツ・グラモフォンから発売されたCDでも同名役を歌い、2015年9月の英国ロイヤルオペラハウス日本公演でも、同名役を歌い大成功を収めた。
2016年11月のウィーンオペラ座来日公演、ムーティ指揮の「フィガロの結婚」では、アルマヴィーヴァ伯爵役を歌い聴衆を魅了した。同名役は2015年11月にベルリン州立歌劇場でも歌い、テレビ放送もされて、各種メディアから高評価を得て、DVD化された。
2016年12月のNHK交響楽団創立90周年記念コンサート、ビゼー作曲「カルメン」のコンサート形式では、既に世界の一流オペラハウスで歌っている闘牛士役で観客を陶酔させた。このコンサート形式のカルメンは、2017年3月にテレビ放送された。
2019年9月に、英国ロイヤルオペラハウスの日本公演で、グノー作曲「ファウスト」のメフィストフェレス役を歌う予定。同名役は、ベルリンとリエージュの新演出で歌い、こちらも絶賛されている。

## レパートリー
| 役名                 | 作品名                   | 作曲家         |
| -------------------- | ------------------------ | -------------- |
| ドン・ジョヴァンニ   | ドン・ジョヴァンニ       | モーツァルト   |
| レポレッロ           | ドン・ジョヴァンニ       | モーツァルト   |
| マゼット             | ドン・ジョヴァンニ       | モーツァルト   |
| フィガロ             | フィガロの結婚           | モーツァルト   |
| アルマヴィーヴァ伯爵 | フィガロの結婚           | モーツァルト   |
| バルトロ             | フィガロの結婚           | モーツァルト   |
| グリエルモ           | コジ・ファン・トゥッテ   | モーツァルト   |
| ドン・アルフォンソ   | コジ・ファン・トゥッテ   | モーツァルト   |
| ドゥルカマラ         | 愛の妙薬                 | ドニゼッティ   |
| アルフォンソ・デステ | ルクレツィア・ボルジア   | ドニゼッティ   |
| セリム               | イタリアのトルコ人       | ロッシーニ     |
| アッスール           | セミラーミデ             | ロッシーニ     |
| アリドーロ           | チェネレントラ           | ロッシーニ     |
| ムスタファ           | アルジェのイタリア女     | ロッシーニ     |
| バルトロ             | セビリアの理髪師         | ロッシーニ     |
| オルバッツァーノ     | タンクレーディ           | ロッシーニ     |
| ヴァルター･フルスト  | ウィリアム・テル         | ロッシーニ     |
| バス                 | スターバト・マーテル     | ロッシーニ     |
| ジョルジオ           | 清教徒                   | ベッリーニ     |
| ロドルフォ伯爵       | 夢遊病の女               | ベッリーニ     |
| ロレンツォ           | カプレーティとモンテッキ | ベッリーニ     |
| フェッランド         | イル・トロヴァトーレ     | ヴェルディ     |
| アッティラ           | アッティラ               | ヴェルディ     |
| バンコー             | マクベス                 | ヴェルディ     |
| フィエスコ           | シモン・ボッカネグラ     | ヴェルディ     |
| アンジェロッティ     | トスカ                   | プッチーニ     |
| コリーネ             | ラ・ボエーム             | プッチーニ     |
| メフィストフェレス   | ファウスト               | グノー         |
| メフィストフェレス   | ファウストの劫罰         | ベルリオーズ   |
| エスカミーリョ       | カルメン                 | ビゼー         |
| バジャゼット         | バジャゼット             | ヴィヴァルディ |

## DVD
- タンクレーディ（シュヴェツィンゲン音楽祭）
- 愛の妙薬（ウィーン国立歌劇場）
- ドン・ジョヴァンニ（アン・デア・ウィーン劇場）
- ドン・ジョヴァンニ（ザルツブルク音楽祭）
- フィガロの結婚（ザルツブルク音楽祭）
- カルメン（ロイヤル・オペラ・ハウス）
- 清教徒（ボローニャ歌劇場）
- ヴェルディ・レクイエム（ロサンゼルス・フィルハーモニック）
- 愛の妙薬（バーデン＝バーデン祝祭劇場）
- ドン・ジョヴァンニ（マチェラータ音楽祭）
- ドン・ジョヴァンニ（ザルツブルク音楽祭
- フィガロの結婚（ベルリン国立歌劇場）
- アッティラ（ボローニャ歌劇場）